# خمرالسهمان (جحانه)
خمرالسهمان هي إحدى قرى مديرية جحانة التابعة لمحافظة صنعاء اليمنية، بلغ تعداد سكانها 726  حسب أحصائيات عام 2004.